# Жилиште (Вранча)
Жилиште (рум. Jiliște) насеље је у Румунији у округу Вранча у општини Слобозија-Чорашти. Oпштина се налази на надморској висини од 42 m.

## Становништво
Према подацима из 2002. године у насељу је живело 698 становника, од којих су сви румунске националности.